# The County Hound EP
The County Hound EP — дебютний мініальбом репера Cashis, виданий Shady Records 22 травня 2007 року для реклами майбутнього студійного альбому, який так і не випустили на лейблі. Виконавчий продюсер: Eminem. За перший тиждень продано 6700 копій. У результаті платівка посіла 106-те місце в чарті Billboard 200. 15 жовтня 2013 вийшов сиквел, другий студійний альбом The County Hound 2.

## Список пісень
| #  | Назва                               | Продюсер(и)                                     | Тривалість |
| -- | ----------------------------------- | ----------------------------------------------- | ---------- |
| 1. | «The County Hound» (Intro)          | Eminem                                          | 0:55       |
| 2. | «That Nigga a Gangsta»              | Rikanatti; Eminem (дод. прод.)                  | 4:37       |
| 3. | «Gun Rule»                          | Eminem                                          | 4:02       |
| 4. | «Ms. Jenkins»                       | Eminem, Mike Elizondo та Rikanatti (дод. прод.) | 5:38       |
| 5. | «Just Like Me»                      | Rikanatti, Keno                                 | 4:56       |
| 6. | «Pistol Poppin'» (за участі Eminem) | Eminem, Luis Resto                              | 4:16       |
| 7. | «Thoughts of Suicide»               | Ron Browz, Eminem (дод. прод.)                  | 3:10       |
| 8. | «'Lac Motion» (бонус-трек)          | Eminem                                          | 4:53       |

## Чартові позиції
| Чарт (2007)        | Найвища позиція |
| ------------------ | --------------- |
| США                | 106             |
| US Rap Albums      | 14              |
| US Top Heatseekers | 1               |